# 陳冕

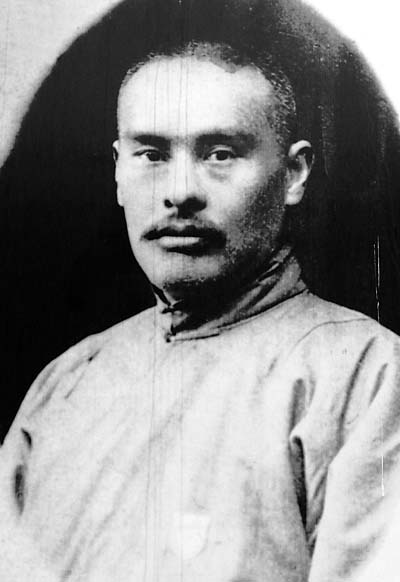
陳冕

陳冕（1859年—1893年），字冠生。順天宛平（今屬北京豐臺區）人，清朝状元。

## 生平
先世為山陰（今浙江紹興）人，祖父陳顯彝時，曾任山東候補道，遷居歷城丁家莊（今歷下區姚家鎮丁家村）。清咸丰九年（1859年）出生在濟南鞭指巷陳家大院，師翰林院編修王芷庭，任國子監學正學錄。光绪九年（1883年）24岁獲癸未科殿试一甲第一名，成為清代最年轻的状元之一。授翰林院修撰，掌修国史。主张废八股，用策论。光绪十五年（1889年）任湖南乡试主考。清光绪十九年（1893年）積勞成疾以心脏病卒。（《碑传集补》、《历代人物年里碑传综表》）